# Medaglia dei XL per la matematica e per le scienze fisiche e naturali
La medaglia dei XL per la matematica e per le scienze fisiche e naturali è un premio assegnato dall'Accademia nazionale delle scienze. Esso fu istituito nel 1866 tramite Decreto Regio dall'allora presidente dell’Accademia Carlo Matteucci (a cui si deve anche l'omonimo premio).

## Premiati

### Medaglie dei XL per la matematica[2]
- 1868 Felice Casorati
- 1875 Eugenio Beltrami
- 1876 Emanuele Fergola
- 1878 Ettore Caporali
- 1879 Enrico D'Ovidio
- 1880 Riccardo De Paolis
- 1882 Alfredo Capelli
- 1883 Luigi Bianchi
- 1884 Corrado Segrè
- 1887 Ernesto Cesàro
- 1888 Vito Volterra
- 1893 Guido Castelnuovo
- 1894 Carlo Somigliana
- 1895 Federico Enriques
- 1986 Alfredo Capelli (seconda volta)
- 1901 Gregorio Ricci-Curbastro
- 1903 Tullio Levi-Civita
- 1904 Ernesto Pascal
- 1905 Cesare Arzelà
- 1906 Francesco Severi
- 1907 Francesco Lauricella
- 1908 Guido Fubini
- 1909 Giuseppe Picciati
- 1911 Emilio Almansi
- 1912 Eugenio Levi Elia
- 1913 Max Abraham
- 1914 Ernesto Pascal (seconda volta)
- 1915 Pasquale Calapso
- 1916 Eugenio Torelli
- 1918 Ugo Amaldi
- 1919 Giuseppe Armellini
- 1920 Antonio Signorini
- 1921 Orazio Tedone
- 1922 Gaetano Scorza
- 1923 Leonida Tonelli
- 1924 Umberto Cisotti
- 1925 Enrico Bompiani
- 1926 Annibale Comessatti
- 1927 Giuseppe Vitali
- 1928 Carlo Rosati
- 1939 Luigi Fantappié
- 1931 Beniamino Segre
- 1932 Francesco Paolo Cantelli
- 1932 Giulio Krall
- 1933 Vladimiro Bernstein
- 1942 Giovanni Sansone
- 1956 Francesco Tricomi
- 1975 Edoardo Vesentini
- 1977 Bruno Pini
- 1979 Claudio Procesi
- 1980 Giovanni Prodi
- 1982 Carlo Cercignani
- 1985 Enrico Arbarello
- 1986 Gabriele Darbo
- 1987 Giorgio Talenti
- 1988 Alberto Tognoli
- 1989 Mario Miranda
- 1990 Corrado De Concini
- 1991 Sergio Spagnolo
- 1992 Fabrizio Catanese
- 1993 Giovanni Aquaro
- 1994 Luigi Salvadori
- 1995 Marco Biroli
- 1996 Gianni Dal Maso
- 1997 Tullio Valenti
- 1998 Giuseppe Tomassini
- 1999 Enrico Giusti
- 2000 Carlo Sbordone
- 2001 Umberto Mosco
- 2002 Maurizio Cornalba
- 2003 Stefano Bianchini
- 2004 Kieran O'Grady
- 2005 Umberto Zannier
- 2006 Graziano Gentili
- 2015 Luigi Ambrosio
- 2016 Maria Agostina Vivaldi
- 2017 Riccardo	Salvati Manni
- 2018 Fabrizio Andreatta
- 2019 Giovanni Alessandrini
- 2020 Franco Flandoli
- 2021 Roberto Longo
- 2022 Giovanni Forni
- 2023 Emanuele Macrì
- 2024 Michela Procesi

### Medaglie dei XL per le scienze fisiche e naturali[2]
- 1868 Achille De Zigno
- 1875 Giovanni D'Achiardi
- 1876 Francesco Rossetti
- 1878 Salvatore Trinchese
- 1881 Luigi Bellardi
- 1882 Francesco Bassani
- 1883 Pier Andrea Saccardo
- 1887 Giuseppe Ciaccio
- 1888 Salvatore Lo Bianco
- 1890 Odoardo Beccari
- 1893 Amerigo Andreocci
- 1894 Raffaello Zoia
- 1895 Francesco Todaro
- 1896 Giovanni Battista Grassi
- 1901 Damiano Macaluso
- 1903 Angelo Mafucci
- 1904 Adelchi Negri
- 1905 Andrea Giardina
- 1906 Carlo Viola
- 1907 Biagio Longo
- 1908 Filippo Silvestri
- 1909 Ramiro Fabiani
- 1910 Angelo Ruffini
- 1911 Odoardo Beccari (seconda volta)
- 1912 Luigi Sabbatini
- 1913 Ercole Giacomini
- 1914 Gaetano Fichera
- 1915 Giuseppe Antonio Barbieri
- 1916 Giulio Cotronei
- 1917 Enrico Carano
- 1918 Filippo Eredia
- 1919 Maurizio Padoa
- 1920 Domenico Zaccagna
- 1921 Giovanni Vitali
- 1923 Riccardo Versari
- 1924 Giovanni Negri
- 1925 Achille Forti
- 1926 Secondo Franchi
- 1927 Piero Aloisi
- 1928 Alberto Chiarugi
- 1929 Geremia D’Erasmo
- 1930 Pasquale Pasquini
- 1931 Giuseppe Stefanini
- 1932 Cesare Artom
- 1933 Luigi Sanzo
- 1942 Massimo Fenoglio
- 1956 Giuseppe Amantea
- 1956 Robert Courrier
- 1975 Floriano Papi
- 1977 Giuseppe Cagliotti
- 1979 Eusebio Tria
- 1980 Federico Arcamone
- 1982 Luciano Bullini
- 1985 Alfonso Bosellini
- 1986 Rodolfo Alessandro Nicolaus
- 1987 Francesco Salamini
- 1988 Arturo Falaschi
- 1989 Piero Sensi
- 1990 Mario Brufani
- 1991 Ernesto Carafoli
- 1992 Vittorio Crescenzi
- 1993 Paolo Costantino
- 1994 Stefano Merlino
- 1995 Valerio Sbordoni
- 1996 Luigi Minale
- 1997 Luigi Nicolais
- 1998 Piergiorgio Strata
- 1999 Francesco Amaldi
- 2000 Augusto Biancotti
- 2001 Leonello Paoloni
- 2002 Alessandro Minelli
- 2003 Giuseppina Barsacchi
- 2004 Patrizia Aducci
- 2005 Michele Morgante
- 2006 Francesco Salvatore
- 2015 Francesco Paolo Sassi
- 2016 Vincenzo Di Marzo
- 2017 Ferdinando Boero
- 2018 Riccardo Valentini
- 2019 Maria Luce Frezzotti
- 2020 Renato Ugo
- 2021 Commissione Tecnico Scientifica di Castelporziano
- 2022 Giovanni Giuseppe Vendramin